# Albert de Courville
Albert P. de Courville né à Croydon le 26 mars 1887 et mort à Londres le 15 mars 1960 , est un réalisateur et un producteur de cinéma britannique.

## Filmographie

### Comme réalisateur
- 1930 : Wolves (en), court métrage
- 1931 : 77 Park Lane
- 1931 : 77, rue Chalgrin (version en français du film précédent)
- 1932 : Entre noche y dia (version en espagnol du film précédent)
- 1932 : Sous le casque de cuir
- 1932 : There Goes the Bride
- 1932 : The Midshipmaid (en)
- 1933 : This Is the Life
- 1934 : Wild Boy (en)
- 1935 : The Case of Gabriel Perry (en)
- 1935 : Things Are Looking Up
- 1935 : Charing Cross Road
- 1936 : Seven Sinners (en)
- 1936 : Strangers on Honeymoon
- 1937 : Clothes and the Woman (en)
- 1938 : Oh Boy!
- 1938 : Star of the Circus (en)
- 1938 : Crackerjack (en)
- 1938 : The Rebel Son (en) (version en anglais de Tarass Boulba)
- 1939 : Lambeth walk ou Ma gosse à moi (en)
- 1940 : An Englishman's Home (en)

### Producteur
- 1941 : Shanghai Gesture (The Shanghai Gesture) de Josef von Sternberg